# Нижняя Хмелевка
Нижняя Хмелевка — упразднённый посёлок в Шенталинском районе Самарской области. Входил в состав сельского поселения Старая Шентала. Исключен из учётных данных в 2001 году.

## География
Располагался на правом берегу реки Хмелевка (приток Большого Суруша), на расстоянии приблизительно в 10 км (по прямой) к югу от села Старая Шентала. Ближайшие населённые пункты: поселки Верхняя Хмелевка и Фадеевка.

## История
Упразднена в связи с фактической ликвидацией постановлением Самарской губдумы от 29 мая 2001 года № 190.